# Triángulo de Van Arkel-Ketelaar

Un triángulo de Van Arkel-Ketelaar.

Los triángulos de enlaces o triángulos de Van Arkel-Ketelaar son triángulos que se usan para mostrar compuestos diferentes en grados variables de su enlace iónico, enlace metálico y enlace covalente. El triángulo de enlaces muestra que los enlaces iónico, metálico y covalente no son sólo enlaces particulares de un tipo específico. En vez de eso, los tipos de enlaces están interconectados y compuestos diferentes tienen grados variables de caracteres de enlace diferentes (por ejemplo, un enlaces covalente con significativo carácter iónico es denominado enlace covalente polar).
Pueden colocarse compuestos diferentes en los lados del triángulo. En el lado derecho (de iónico a covalente) podrían ir compuestos con diferencia variable en electronegatividad, en la esquina de covalentes compuestos con igual electronegatividad, como el Cl2 (cloro), en la esquina de iónicos, compuestos con gran diferencia de electronegatividad, tales como el NaCl (sal de mesa). El lado inferior (de metálico a covalente) es para compuestos con diferencia variable en la direccionalidad del enlace. En un extremo están los enlaces metálicos con enlace deslocalizado y en el otro están los enlaces covalentes en el que el traslape de orbitales se produce en una dirección particular. El lado izquierdo (de iónico a metálico) es para enlaces deslocalizados con diferencia de electronegatividad variable.

## Representación
En la imagen mostrada al principio del artículo, los ejes representarían:
- Eje Y: Diferencia de electronegatividad:  {\displaystyle \Delta \chi =|\chi _{a}-\chi _{b}|}
- Eje X: Promedio de electronegatividad:  {\displaystyle \Sigma \chi ={1 \over 2}(\chi _{a}+\chi _{b})}

La línea inferior del triángulo suele contener a los compuestos con diferencia en electronegatividad nula (ya que, por ejemplo, son el mismo elemento: Na en la esquina metálica y Cl2 en la covalente).
El vértice superior corresponde con compuestos con máxima diferencia en electronegatividad, y por tanto con un promedio de electronegatividad intermedio, por ejemplo el Cloruro de Sodio (NaCl).